# Park Han-byul
Park Han-byul, née le 17 novembre 1984 à Séoul en Corée du Sud, est une actrice et mannequine sud-coréenne.

## Biographie
Park Han-byul est née le 17 novembre 1984 à Séoul en Corée du Sud. Alors qu'elle était étudiante à l'école secondaire d'art Anyang, elle a publié des photographies d'elle-même sur Internet et est devenue une célébrité en ligne à cause de sa ressemblance physique avec l'actrice Jeon Ji-hyeon. Elle a commencé sa carrière d'actrice dans le film d'horreur Wishing Stairs (en) en 2003.
Par la suite, elle a participé à plusieurs séries de drama coréen à la télévision parmi lesquels la comédie romantique Couple or Trouble. En 2008, elle est retournée au cinéma dans le film Fate (en). Plus tard, la même année, elle a été une actrice principale du film d'horreur Yoga (en). En 2010, elle a été une actrice principale du film My Little Black Dress (en).
En juillet 2012, elle a été une actrice principale du film d'horreur Two Moons. Par la suite, elle a fait ses débuts en Chine en étant une actrice principale pour le film d'horreur Bunshinsaba 2 (en).
Elle est retournée à la télévision en étant une actrice principale pour le drama quotidien One Well-Raised Daughter (en). En 2015, elle a été une actrice principale pour le drama I Have a Lover. En 2017, elle a eu le rôle principal du drama Borg Mom.

## Annexe